# Diplocolenus quadrivirgatus
Diplocolenus quadrivirgatus är en insektsart som beskrevs av Géza Horváth 1884. Diplocolenus quadrivirgatus ingår i släktet Diplocolenus och familjen dvärgstritar.
Artens utbredningsområde är Ungern. Inga underarter finns listade i Catalogue of Life.